# Brittany Andrews
Michelle Carmel Barry, (Milwaukee, 13 d'agost de 1973), més coneguda com a Brittany Andrews, és una exactriu porno nord-americana. Va començar la seva carrera com a ballarina eròtica, mentre vivia a Texas. Forma part del Saló de la Fama d'AVN.

## Biografia
Va començar treballant en una companyia de subministraments de bellesa en Milwaukee abans de començar la seva carrera com a ballarina eròtica. Després de fer sessions de fotos per a diverses revistes masculines, va començar la seva carrera al cinema per a adults després de conèixer a Jenna Jameson el 1995, durant una sessió de fotos a Jamaica per a la revista Hustler.
Al desembre de 2003, va ser nomeneu Women In Adult (WIA) Board of Directors as the Talent Liaison.
A més de pel·lícules per a adults, també va participar en diversos programes de televisió per cable, incloent Playboy TV i Talking Blue, que ella co-produïa. En Britco Pictures, Andrews va protagonitzar, va dirigir i va produir pel·lícules de contingut sexual, com strap on movie Brittany's Bitch Boys. i Lesbians in Lust.
Ha promogut l'ús de condons per a les escenes de sexe dur.
En 2007, va aparèixer en un episodi de The Tyra Banks Xou.
Al febrer de 2008, va anunciar la seva retirada del porno, assenyalant la seva voluntat de traslladar-se a Nova York per anar a l'escola de cinema New York Film Academy.
En 2010, va reprendre la seva carrera rodant la versió X de la sèrie Sex and the City.

## Premis
- AVN Hall of Fame 2008